# Gasparinentempel

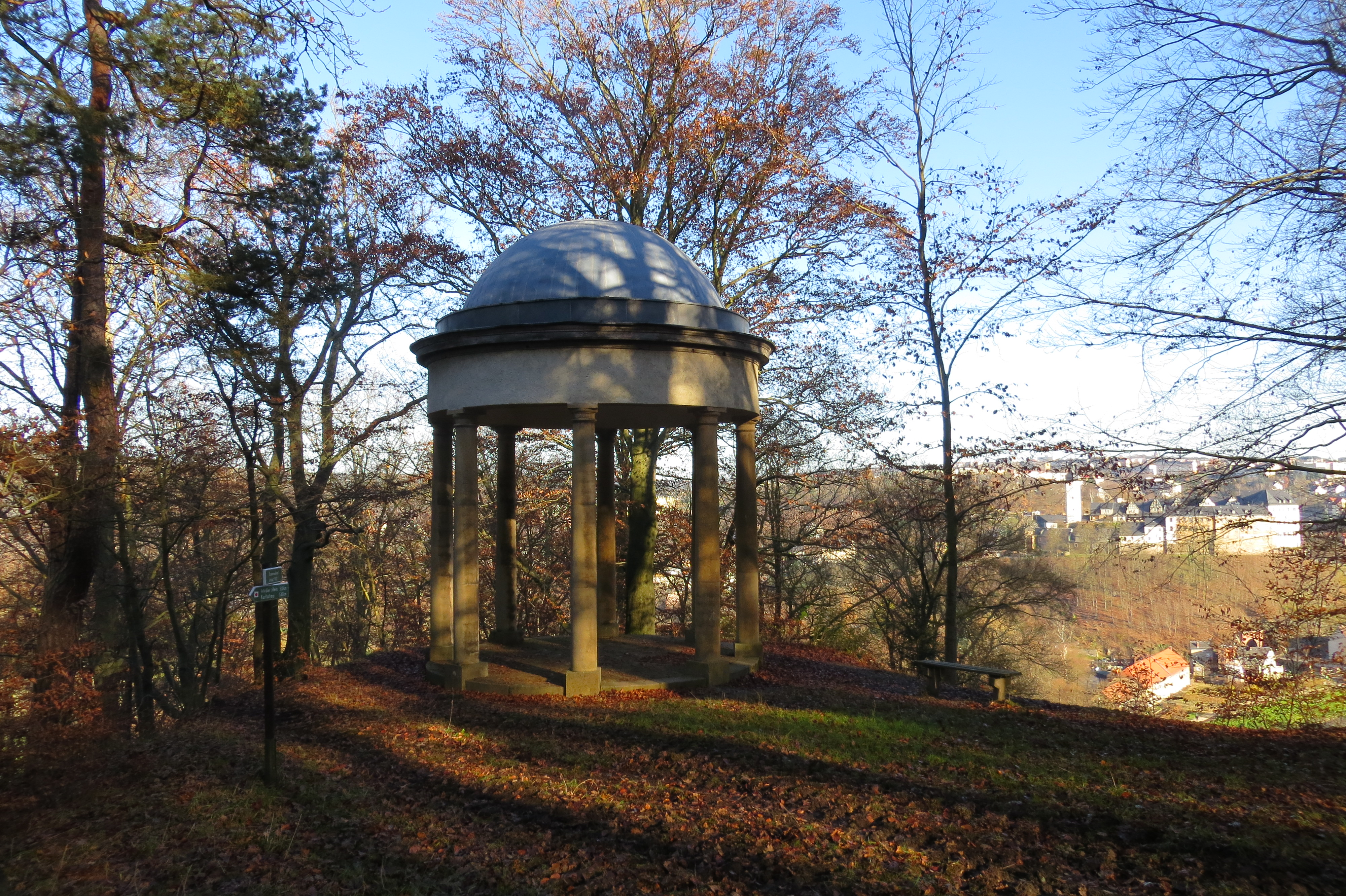
Gasparinentempel in Greiz

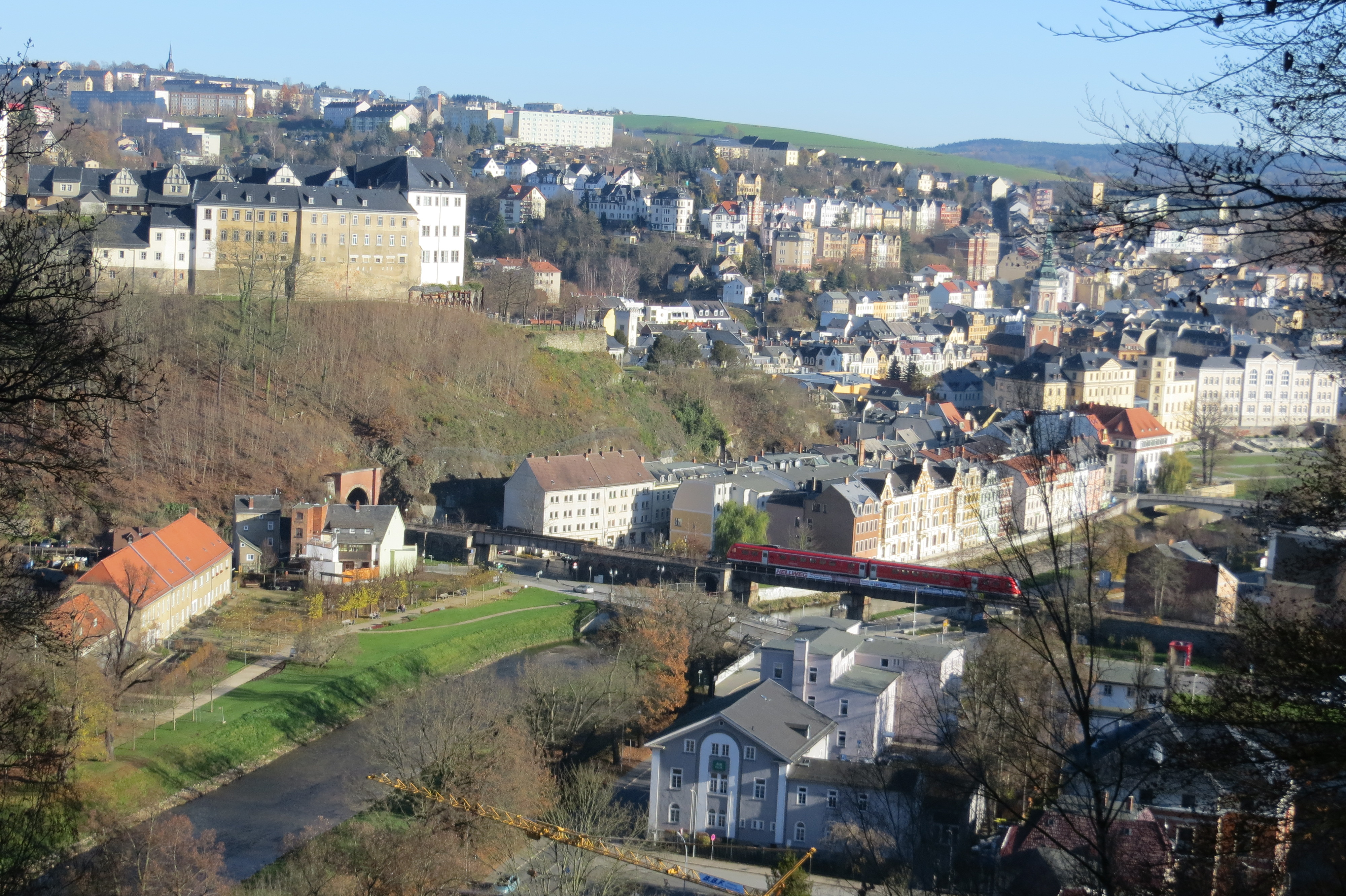
Blick auf Greiz vom Gasparinentempel

Der Gasparinentempel ist eine klassizistische ehemalige Kapelle in Greiz, die später zu einem offenen Pavillon umgebaut wurde. Er steht auf dem Grochlitzberg, früher auch Alexandrinenberg oder Gasparinenberg, heute auch Hutmachersberg genannt, auf 325 m ü. NHN.

## Details
Das Baujahr ist nicht sicher bekannt. Es wird angenommen, dass der Tempel um 1822 anlässlich der Hochzeit von Fürst Heinrich XIX. mit Gasparine von Rohan-Rochefort und Montanbau errichtet wurde. Da aber ein ähnliches Bauwerk bereits um 1785 in einem Park in Köstritz entstand, ist eine frühere Errichtung durchaus denkbar. Da die Fürstin Gasparine römisch-katholischen Glaubens war, ließ der Fürst den Tempel in eine katholische Kapelle umwandeln.
Ursprünglich wurde die Kuppel von hölzernen Säulen getragen, deren Zwischenräume mit Ausnahme auf der der Stadt zugewandten Seite geschlossen waren. Dies hatte ständige Reparaturen zur Folge. Im Vorfeld des Greizer Heimatfestes 1934 wurden die Holzsäulen durch Säulen aus toskanischem Granit ersetzt und die Wände entfernt, wodurch der Gasparinentempel sein heutiges Aussehen erhielt: Über der runden Grundfläche mit einem Durchmesser von knapp 6 m tragen acht dreigeteilte, ca. 4 m hohe Säulen die knapp 4 m hohe Kuppel.
Im Jahr 1907 wurden vom Greizer Verschönerungsverein Wanderwege zum Tempel angelegt. Seit den 1860er Jahren fand dort das Karfeitagssingen der Greizer Gesangsvereine statt. Diese Tradition wurde 1996 wiederbelebt.
Nach dem Zweiten Weltkrieg verfiel das Bauwerk trotz kleinerer Reparaturen immer weiter, bis Ende der 1980er Jahre das Betreten verboten werden musste. Im Jahr 1992 erfolgte eine aufwendige Restaurierung des Tempels, und durch Baumpflegearbeiten wurde der
Ausblick auf die Stadt wieder freigegeben.
Nach dem Bauwerk wird das umliegende Waldgebiet Tempelwald genannt. Auch der Name des am Waldrand gelegenen Sportplatzes Tempelwald, Heimstätte des 1. FC Greiz, verweist auf ihn.
Heute bietet der Standort des Gasparinentempels einen der schönsten Ausblicke auf die Greizer Altstadt. Zu erreichen ist er über Wanderwege entweder vom Sportplatz oder von der Zentastraße aus.